# Fehérnemű hadművelet
A Fehérnemű hadművelet (eredeti cím: Operation Petticoat) 1959-ben bemutatott filmvígjáték Blake Edwards rendezésében. A főszereplő Cary Grant és Tony Curtis. A történet visszaemlékezés formájában mutatja be egy amerikai tengeralattjáró, a USS Sea Tiger kalandjait a Csendes-óceánon a második világháború elején.
A film forgatókönyvét Oscar-díjra jelölték, írói: Paul King, Joseph Stone, Stanley Shapiro és Maurice Richlin. A filmből 1977-ben tévésorozatot készítettek, amiben John Astin játszotta Grant szerepét. Magyarországon a Magyar Televízió 1979. szeptember 15-én vetítette.

## Cselekménye
Az Amerikai Haditengerészet admirálisa, Matt Sherman (Cary Grant) 1959-ben felkeres egy selejtezésre ítélt tengeralattjárót, az USS Sea Tiger-t, aminek ő volt az első parancsnoka. A fedélzeten elkezdi olvasni az annak idején általa vezetett hajónaplót, és az emlékképek megelevenednek...
1941. december 10-én egy japán légitámadás során találatot kap a Sea Tiger, és vízzel telik meg, miközben egy Fülöp-szigeteki katonai dokkban áll. Sherman parancsnok és emberei azonban bizakodóak, és mindent megtesznek, hogy a hajót saját maguk megjavítsák legalább annyira, hogy el tudjanak menni vele az ausztráliai Darwin városánál található javítóbázisra. Sherman parancsnoka kételkedik benne, hogy a hajó képes lesz megtenni 600 km-t ellenséges területen keresztül, amikor szerinte még 100 m-t sem tudna megtenni, de engedélyt ad rá, hogy két heti javítás után kihajózzanak.
Egy fiatal hadnagy, Nick Holden (Tony Curtis) is a fedélzetre kerül, bár elmondása szerint még sohasem szolgált hadihajón, és semmilyen katonai tapasztalata nincsen, mert eddig főként az volt a feladata, hogy a szárazföldön pihenő tengerésztisztek szórakozásáról gondoskodjon. Amikor azonban Holden látja a hajó javításához szükséges alkatrészek, és mindennapi tárgyak (pl. WC-papír) beszerzésének nehézségeit, vállalja, hogy beszerzi a szükséges anyagokat, mire a kapitány kinevezi ellátótisztté. Holden a saját elmondása szerint csak azért akart tengerésztiszt lenni, mert az egyenruha révén előkelő és gazdag körökbe juthatott be, aminek következtében egy gazdag menyasszonyra sikerült szert tennie.
Holden a hivatalos beszerzési utat teljesen mellőzve, igen hatékonyan szerzi be a szükséges anyagokat két emberével az éjszaka leple alatt, kommandósnak álcázva. Holden hamarosan „állományba veszi” Ramon Gallardo őrmestert, aki lopásért a helyi börtönben raboskodott, de a kerítés leomlásakor „kiszabadult”. Ramonnak saját étterme van Manilában, amit szintén „kölcsönvett” anyagokból hozott létre. A kapitány kissé vonakodik, de kénytelen belátni, hogy ha Ramont nem viszik magukkal, akkor esetleg elfecsegi, hogy a hajóhoz beszerzett alkatrészek honnan származnak. Később Ramon is nélkülözhetetlennek bizonyul. Amikor a bázisparancsnok irodáját is kifosztják ismeretlenek, a hajónak gyorsan indulnia kell (bár a festést még nem tudták megcsinálni).
A Sea Tiger megérkezik a Marinduque nevű kis szigethez, ahol kénytelen a fedélzetre venni öt amerikai katonai ápolónőt, akik a szigeten rekedtek.
Holden vonzódik a szőke Duran alhadnagyhoz, akit igyekszik becserkészni, míg Sherman többször kerül kínos helyzetbe a csinos, de sete-suta Crandall hadnaggyal. Az egyik alkalommal például egy könnyű ellenséges célpont, egy tartályhajó kerül az útjukba, ami egy kis szigetnél vesztegel. A kapitány parancsot ad egy torpedó előkészítésére, amit Crandall véletlenül elindít, így a torpedó egy teherautót robbant fel a célpont helyett.
Sherman megpróbálja a nővéreket lepasszolni Cebu szigetén, de az ottani parancsnok megtagadja a kérését, mondván, hogy a szigeten ellenséges támadás várható, és gerillaharcra kell felkészülniük.
Amikor a további alkatrészek beszerzése is nehézségekbe ütközik a hivatalos úton, Holden ideiglenes kaszinót hoz létre, ahol a katonák a magukkal hozott speciális alkatrészekért zsetonokat kapnak, amivel rulettezhetnek. Sajnos nem sikerül elegendő mennyiségű piros színű alapozó ólomfestéket szereznie, ezt fehérrel pótolják ki. Az eredmény természetesen rózsaszín, amivel lefestik a hajót az előírt szürke helyett. A terv az, hogy szürke fedőfestéket fognak alkalmazni az újév megünneplése után, azonban váratlanul japán repülőgépek bombázzák őket, így gyorsan lemerülnek. Holden ezt megelőzően, az ünnep miatt, hogy a katonáknak ne az unalmas halkonzervet kelljen enniük, egy 80-kilós disznót lop egy bennszülött civiltől, amit az amerikai katonai rendészeten is át kell csempésznie, ezért a disznóra katonai zubbonyt adnak és sapkát, és az őrnek azt mondják, hogy a tengerész nagyon beteg. A tulajdonos azonban panaszt tett a katonai rendészeknél, akikkel együtt a fedélzetre érkezik. Őt csak Holden személyes tárgyainak átadásával sikerül megnyugtatni.
A Tokió rózsája nevű, angolul beszélő japán propaganda-adó felhívja a figyelmét a Celebesz-tengeren haladó „a rózsaszín festést viselő tengeralattjárónak”, hogy a színe miatt igen jól látható a levegőből, és emiatt könnyű célpont lesz. A rózsaszín tengeralattjáró híre az amerikai parancsnoksághoz is eljut, akik arra a következtetésre jutnak, hogy az a japánok trükkje lehet, ezért azonnali támadási parancsot adnak ki rá.
Egy amerikai torpedóromboló észreveszi a rózsaszín tengeralattjárót, ami óvatlanul a felszínre emelkedik, és lőni kezdi, majd aknákat dob le, amik a tengeralattjáró közelében robbannak, ezért több helyen víz kezd betörni a belsejébe. Sherman azt találja ki, hogy mentőmellényeket és olajat bocsássanak a felszínre, azt a látszatot keltve, hogy elsüllyedtek. Azonban a romboló parancsnoka nem ugrik be, és további aknákat dobat le. Ekkor Holden ötletére női fehérneműket lőnek ki, amikből a hajón Crandall melltartóját kihalásszák, és a mérete miatt a hajó kapitánya belátja, hogy az nem lehet japán nőé, ezért a bombázást megszüntetik.
A tengeralattjáró végre bevonul egy katonai tengerészeti bázisra, ahol a többi tengerész füttykoncertje fogadja.
1959-ben Holden kapitány elbúcsúzik feleségétől (valamikor Duran hadnagy) és két fiától, és a USS Sea Tiger fedélzetére lép. Sherman admirális visszacsöppen a jelenbe, átadja Holdennek a hajó régi hajónaplóját („amibe mindent feljegyzett”), és közli Holdennel, hogy egy új típus, atommeghajtású tengeralattjáró parancsnoka lesz.
Sherman felesége (Crandall) nagy sebességgel, kissé késve érkezik, és hátulról nekimegy a férje kocsijának, aminek a sárhányója emiatt beakad az előtte álló busz sárhányójába, így az induláskor magával vonszolja. Sherman minden izgalom nélkül veszi tudomásul a történteket és megnyugtatja a feleségét, hogy az egész csak véletlen volt.
Ahogy Holden kapitány parancsnoksága alatt a tengeralattjáró kifut a bontó irányába, a hajó ismét a már sokszor látott robbanásszerű motorhangot adja, és ismét fekete füstöt ereget. Sherman elgondolkozva szarkasztikusan megjegyzi: „Furcsa. Most is az egyes gép rakoncátlankodik. Nem sikerült igazán megjavítani.”

## Szereplők
- Cary Grant – Matthew T. "Matt" Sherman, USN parancsnok, majd 1959-ben admirális
- Tony Curtis – Nicholas "Nick" Holden, USNR hadnagy, majd parancsnok
- Joan O'Brien – Dolores Crandall, NC, USAR alhadnagy
- Dina Merrill – Barbara Duran, NC, USAR alhadnagy
- Gene Evans – Molumphry, USN tengerész altiszt
- Dick Sargent – ENS Stovall, USN (a stáblistában – Richard Sargent)
- Arthur O'Connell – Sam Tostin, USN főgépész
- Virginia Gregg – Edna Heywood, NC, USA, őrnagy, a nővérek parancsnoka
- Robert F. Simon – J.B. Henderson, USN kapitány
- Robert Gist – Watson, USN hadnagy
- Gavin MacLeod – Ernest Hunkle, USN tengerész
- George Dunn – a próféta
- Dick Crockett – Harmon, USN tengerész altiszt
- Madlyn Rhue – Reid, NC, USAR alhadnagy
- Marion Ross – Colfax, NC, USAR alhadnagy
- Clarence Lung – Ramon Gallardo, USMC őrmester (a stáblistában Clarence E. Lung)
- Frankie Darro – 3rd Class Dooley, USN gyógyszerész tengerész
- Tony Pastor, Jr. – Fox
- Robert F. Hoy – Reiner
- Nicky Blair – Kraus tengerész
- John W. Morley – Williams
- Ray Austin – Austin tengerész

## A film készítése
A film Tony Curtis elképzeléséből keletkezett. Ő a második világháború alatt az amerikai haditengerészetnél szolgált, ahova azzal a szándékkal lépett be, hogy tengeralattjárón helyezik el. Ennek oka részben Cary Grant alakítása volt a Destination Tokyo (1943) című filmben. Curtis csak annyit szeretett volna, ha a „hőse”, Cary Grant ebben a filmben is belenéz a periszkópba, mint ahogy abban a filmben tette. Curtis nagyon élvezte a forgatást Granttel.
A forgatást támogatta az Amerikai Védelmi Minisztérium és a Haditengerészet.
Az USS Sea Tiger tengeralattjárót három tengeralattjáró alakította:
- USS Queenfish (SS-393), az 1959 körül játszódó kezdő és záró képsorokban, amikben a tornyon a „393”-as jelzés látható
- USS Archerfish (SS-311), az összes háborús jelenetben, amiben a hajó szürkére és feketére van festve
- USS Balao (SS-285), az összes jelenetben, amiben a hajó rózsaszínre van festve

A forgatás nagyrészt a Key West tengerészeti bázis (jelenlegi neve Truman Annex) közelében történt, Floridában. Ez jelenítette meg a Fülöp-szigeteki és az ausztrál helyszínt is.
Az 1959-ben játszódó jeleneteket a San Diegó-i tengerészeti bázison forgatták (Kalifornia).

## Bemutató
A film 2001. szeptember 18-án jelent meg DVD-n.

## Fogadtatás

### Bevételi adatok
A film nagy anyagi sikernek számított, 1960-ban a 3. legsikeresebb film volt, 6,8 millió dollár bevétellel.

### Kritikai visszhang
Az amerikai filmkritikusok véleményét összegző Rotten Tomatoes 82%-ra értékelte 17 vélemény alapján.

### Díjak, jelölések
elnyert díjak
- 1960, Laurel Awards, Golden Laurel, „legjobb férfi főszereplő” – Cary Grant
- 1960, Laurel Awards, Golden Laurel, „legjobb vígjáték”

jelölések
- 1960, Oscar-díj a legjobb eredeti forgatókönyvnek – Paul King, Joseph Stone, Stanley Shapiro és Maurice Richlin
- 1960, Arany Glóbusz, „legjobb vígjáték”
- 1960, Arany Glóbusz, „legjobb főszereplő vígjátékban” – Cary Grant
- 1960, Writers Guild of America, USA, „legjobb amerikai vígjáték forgatókönyve”

## Érdekességek

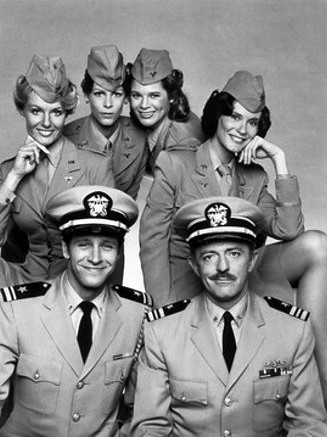
A tévésorozat szereplői: hátul, balról jobbra: Dorrie Thomson, Jamie Lee Curtis, Melinda Naud, Bond Gideon. Elöl, balról jobbra: Richard Gilliand, John Astin

Néhány jelenet valós eseményeken alapult:
- a USS Sealion (SS-195) tengeralattjáró elsüllyedt a dokkban a Fülöp-szigeteken egy ellenséges légi bombázás során
- Sherman parancsnok levele az ellátási osztály felé a hiányzó wc-papírok ügyében (a valóságban James Wiggin Coe, a USS Skipjack (SS-184) parancsnoka küldte az igénylést)
- a tengeralattjáró külső festéséhez szükséges festék beszerzése nehézségekbe ütközött, mivel csak piros és fehér festék volt raktáron.
- az égő Sealion hője leégette a közelben álló USS Seadragon hajóról a fekete festéket, ami egy darabig úgy harcolt, hogy a piros alapozófesték láthatóvá vált. A japán Tokió rózsája rádióadó emiatt becsmérlően „amerikai kalózhajókról” beszélt.[6]
- a USS Bowfin (SS-287) tengeralattjáró egyik torpedója egy parton álló buszt talált el

A filmből az amerikai ABC-TV társaság tévésorozatot készített, amit 1977. szeptember 17. és 1979. augusztus 10. között sugároztak.
A sorozatban eleinte John Astin alakította Sherman kapitány szerepét. A szereposztás érdekessége volt, hogy az egyik nővér szerepét Tony Curtis lánya, Jamie Lee Curtis alakította Duran hadnagy szerepében.
- Lásd: Operation Petticoat (TV) az Internet Movie Database oldalon (angolul)

## Fordítás
- Ez a szócikk részben vagy egészben  az   Operation Petticoat című angol Wikipédia-szócikk fordításán alapul.  Az eredeti cikk szerkesztőit annak laptörténete sorolja fel. Ez a jelzés csupán a megfogalmazás eredetét és a szerzői jogokat jelzi, nem szolgál a cikkben szereplő információk forrásmegjelöléseként.